# 한기호 (1958년)
한기호(韓淇皓, 1958년 ~ )는 대한민국의 출판인 겸 저술가이다. 1982년 출판계에 편집자로 입문하였고 1983년 창비로 자리를 옮겨 15년동안 마케터로 종사했다. 창비에서 근무하는 동안 《소설 동의보감》, 《나의 문화유산답사기》, 《서른, 잔치는 끝났다》, 《나는 빠리의 택시운전사》 등 여러 책을 베스트셀러로 만들면서 출판계에서 최초로 출판마케팅 분야를 개척했다는 평가가 있다. 1998년 한국출판마케팅연구소를 설립하였고 그 소장이 되었다.

## 학력
- 1974년~1977년: 평택고등학교
- 1977년~1981년: 공주사범대학교 국어교육학과 학사

## 경력
- 1983년 8월~1998년 7월: 창작과비평사
- 1998년 9월~: 한국출판마케팅연구소 소장
- 1999년 2월~: 격주간 출판전문지 <기획회의> 발행인
- 2001년 8월~2007년 2월: 중앙대학교 신문방송대학원 초빙교수
- 2009년 10월~: 월간 잡지 <학교도서관저널> 대표이사

## 상훈
- 2000년: 제41회 한국백상출판문화상 기획부문 출판상, 한국출판평론상 특별상

## 저서
- 《새로운 책의 시대》. 한국출판마케팅연구소. 2012년. ISBN 9788989420811
- 《한기호의 다독다독》. 북바이북. 2013년. ISBN 9791185400013
- 《마흔 이후, 인생길》. 다산초당. 2014년. ISBN 9791130603315